# Les Muppets dans l'espace
Pour plus de détails, voir Fiche technique et Distribution.
Les Muppets dans l'espace (Muppets from Space) est une comédie américaine réalisé par Tim Hill, sorti en 1999.
C'est le 6e long-métrage des Muppets.

## Synopsis
Gonzo, dont les cauchemars sont hantés par l'angoisse d'être le dernier de son espèce (qui plus est indéfinie), décide de partir à la recherche de ses origines après avoir décrypté un message extra-terrestre dans ses céréales. Mais c'est sans compter sur la très secrète agence gouvernementale COVNET, dont la mission est de traquer la menace extraterrestre.

## Fiche technique
Sauf indication contraire, les informations mentionnées dans cette section peuvent être confirmées par les bases de données cinématographiques IMDb et Allociné,  présentes dans la section « Liens externes ».
- Titre original : Muppets from Space
- Titre français et québécois : Les Muppets dans l'espace[1]
- Réalisation : Tim Hill, assisté de Michele 'Shelley' Ziegler, J. David Brightbill et Frederic B. Clark IV
  - Réalisation 2e équipe : Thomas G. Smith et Kirk R. Thatcher, assisté de Robert V. Girolami
- Scénario : Jerry Juhl, Joey Mazzarino et Ken Kaufman
- Musique : Jamshied Sharifi
  - Musiques additionnelles : Rupert Gregson-Williams
- Direction artistique : Alan Cassie et William G. Davis
- Décors : Stephen Marsh
- Costumes : Polly Smith
- Photographie : Alan Caso
- Son : Kevin Patrick Burns, Gary Gegan, Sandy Gendler, Matthew Iadarola, Anna D. Wilborn
- Montage : Richard Pearson et Michael A. Stevenson
- Production : Martin G. Baker et Brian Henson
  - Production déléguée : Stephanie Allain et Kristine Belson
  - Coproduction : Timothy M. Bourne et Alex Rockwell
- Société de production : Jim Henson Pictures
- Sociétés de distribution :  Columbia Pictures et Les Films Columbia TriStar du Canada
- Budget : 24 millions de $[2]
- Pays de production :  États-Unis
- Langue originale : anglais
- Format : couleur (DeLuxe) — 35 mm — mélange de 1,33:1 (Format 4/3) et de 1,77:1 (Format 16/9) — son Dolby Digital / SDDS / DTS
- Genre : comédie, aventure, science-fiction, fantastique, marionnettes
- Durée :87 minutes
- Dates de sortie[3] :
  - États-Unis, Québec : 14 juillet 1999[1]
  - France, Belgique : 22 décembre 1999[4]
- Classification :
  - États-Unis : tous publics (G - General Audiences)
  - France : tous publics[5]
  - Belgique : tous publics (jeune public) (Alle Leeftijden)[4]
  - Québec : tous publics (G - General Rating)[1]

## Distribution

### Distribution et voix originales
- Dave Goelz : The Great Gonzo / Dr Bunsen Honeydew / Swedish Chef / Waldorf/ Zoot (voix et manipulation)
- Steve Whitmire : Kermit the Frog / Rizzo the Rat / Beaker / Cosmic Fish #1 / Bean Bunny (voix et manipulation)
- Frank Oz : Miss Piggy / Fozzie Bear / Sam Eagle / Animal (voix et manipulation)
- Jerry Nelson : Statler / Yeti / Floyd / Ubergonzo (voix et manipulation)
- Bill Barretta : Pepe the Prawn / Rentro Bobo / Rowlf / Johnny Fiama / Bubba the Rat / Cosmic Fish #2 / Dr Teeth (voix et manipulation)
- Kevin Clash : Clifford (voix et manipulation)
- Brian Henson : Dr Phil Van Neuter / Transformers / Talking Sandwich
- Jeffrey Tambor : K. Edgar Singer
- F. Murray Abraham : Noah (Noé)
- David Arquette : Dr Tucker
- Josh Charles : l'agent Barker
- Kathy Griffin : l'agent de sécurité
- Pat Hingle : le général Luft
- Joshua Jackson : Pacey Witter
- Ray Liotta : le garde à l'entrée
- Andie MacDowell : Shelley Snipes
- Rob Schneider : Producteur télé
- Hulk Hogan : Man in Black

### Voix françaises
- Jean-Claude Donda : Gonzo / Fozzie / Walbec Bunsen
- Gérard Hernandez : Waldorf
- Edgar Givry : Kermit
- Éric Métayer : Miss Piggy / Rizzo
- Jean-Pierre Denys : Statler
- Patrick Guillemin : Pepe
- Pascal Renwick  : Rentro
- Pierre Baton : Bubba
- Lionel Henry : Clifford
- Henri Guybet : Dr Phil van Neuter
- Dominique Paturel : K. Edgar Singer
- Véronique Alycia : l'agent de sécurité
- Alexandre Gillet  : Gerard / Pacey Witter
- Rafaele Moutier : Shelley Stripes
- Marc Alfos : l'homme en noir
- Sophie Riffont
- Christophe Lemoine
- Tony Joudrier
- Jean-Louis Faure
- Jean-Christophe Parquier
- Marc Saez
- Roland Timsit

## Sorties cinéma
Sauf mention contraire, les informations suivantes sont issues de l'IMDb
- États-Unis : 14 juillet 1999
- Québec : 14 juillet 1999[1]
- Brésil : 13 août 1999
- Hong Kong : 26 août 1999
- Malte : 29 novembre 1999
- Allemagne : 16 décembre 1999
- Singapour : 16 décembre 1999
- Espagne : 17 décembre 1999
- Norvège : 17 décembre 1999
- Suède : 17 décembre 1999
- Belgique : 22 décembre 1999
- France : 22 décembre 1999
- Australie : 26 décembre 1999
- Royaume-Uni : 26 décembre 1999
- Irlande : 26 décembre 1999
- Nouvelle-Zélande : 6 janvier 2000
- Italie : 2 juin 2000
- Danemark : 16 juin 2000
- Japon : 5 août 2000 (Tokyo)
- Japon : 22 novembre 2001
- Suisse : 8 juillet 2017 (Festival international du film fantastique de Neuchâtel)

## Sorties vidéo
Sauf mention contraire, les informations suivantes sont issues de l'IMDb
| sortie directement en vidéo - Islande : 20 décembre 1999 - Argentine : 22 décembre 1999 - Serbie : 29 juillet 2002 | sortie directement en DVD - Pays-Bas : 20 avril 2000 - Grèce : 22 mai 2000 - Hongrie : 25 mai 2000 | DVD - France : 2 août 2000 VOD - France : 1er janvier 2022 - France : 1er décembre 2022 (Hopikid) |

## Bande originale
- Celebration - The Alien Gonzos
- Brick House - The Commodores
- Dazz - G. Love and Special Sauce
- Flash Light - George Clinton & Pepe the Prawn
- Getaway - The Getaway People
- Get Up Offa That Thing - James Brown
- It's Your Thing - Isley Brothers
- Outa-Space - Billy Preston
- Shining Star - Earth, Wind and Fire
- Survival - The O'Jays

## Nominations
Source : Internet Movie Database
- Young Artist Awards 2000 : meilleur film de comédie